# Martin Smith (zanger)

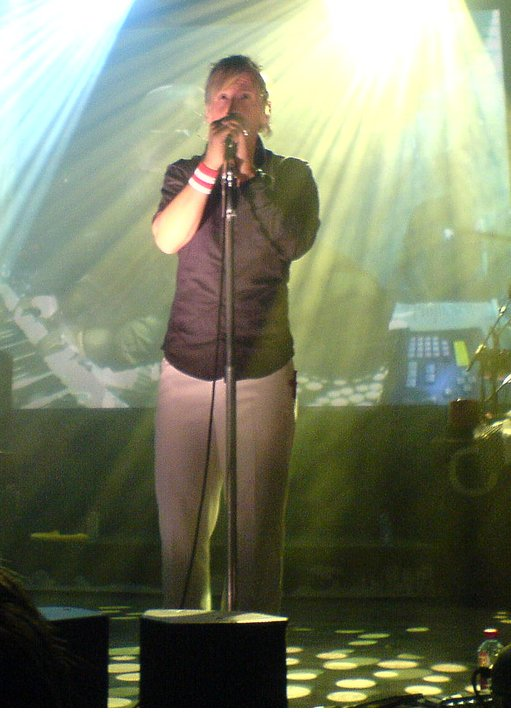
Martin Smith

Martin James Smith (6 juli 1970) is een Brits christelijke zanger, gitarist en muziekschrijver. Hij was de zanger van de rock en aanbidding band Delirious? totdat de band in 2009 stopte. Een paar van zijn bekendste liederen zijn "I Could Sing of Your Love Forever", "History Maker", "My Glorious", "Did You Feel the Mountains Tremble", "Shout To The North", "Deeper", "Majesty (Here I Am)", en "What A Friend I've Found". In 1995, was Martin betrokken bij een bijna fataal verkeersongeval, en in de week van zijn herstel besloot hij fulltime met muziek te gaan werken. Hij schreef het lied 'August 30' gebaseerd op zijn ervaring over het ongeval.

## Discografie
als soloartiest
1998 - The People's Album (Compilation Album) - 2 Songs
1999 - The People's Album 2 (Compilation Album) - 1 Song
2002 - Your Love Broke Through (Compilation Album) - 1 Song
2013 - God's Great Dance Floor Step 01 (Album)
2013 - God's Great Dance Floor Step 02 (Album)
als band
2017 - Army of Bones - Army of Bones
2022 - Dancing in the Fire
in samenwerking met CompassionArt
2009 - CompassionArt - (3 songs)
in samenwerking met Delirious?
1993 - Cutting Edge 1
1994 - Cutting Edge 2
1995 - Cutting Edge 3: Red Tape
1995 - Cutting Edge Fore
1996 - Live & In The Can
1997 - King of Fools
1998 - d-tour 1997 Live at Southampton
1999 - Mezzamorphis
2000 - Glo
2000 - Roaring Lambs (Compilation Album) - 1 Song
2001 - Audio Lessonover?
2002 - Deeper
2002 - Libertad
2002 - Touch
2002 - Access:d
2003 - World Service
2004 - In the Name of Love: Artists United for Africa (Compilation Album) - 1 Song
2005 - The Mission Bell
2006 - Now Is The Time
2008 - Kingdom of Comfort
2009 - My Soul Sings
in samenwerking met Delirious? en Hillsong
2004 - UP: Unified Praise CD
2004 - UP: Unified Praise DVD
in samenwerking met Delirious? en André Valadão
2008 - Unidos
in samenwerking met Delirious? en Amy Grant
1999 - Streams (Compilation Album) - 1 Song
in samenwerking met Stu Garrard
1995 - Have You Heard?
in samenwerking met Matt Redman
1998 - Intimacy - 1 Song
2007 - Beautiful News - 1 Song
in samenwerking met Graham Kendrick
2001 - What Grace - 1 Song
in samenwerking met Darlene Zschech
2003 - Kiss of Heaven - 1 Song
in samenwerking met Michael W. Smith
2004 - Healing Rain (wrote 3 songs)
in samenwerking met Taylor Sorenson
2004 - Exodus (Compilation Album) - 1 Song
in samenwerking met Jars Of Clay
2005 - Redemption Songs - 1 Song
in samenwerking met Tim Hughes
2006 - Holding Nothing Back (co-wrote 2 songs)
in samenwerking met Jesus Culture
2012 - Live from New York
- Gemeinsame Normdatei: 1188491059
- International Standard Name Identifier: 0000 0000 7359 4699
- Library of Congress Control Number: n85299059
- MusicBrainz: cfc0b3b3-2fd2-4b5f-bd2b-428054b7af6a
- Nationale Bibliotheek van Israël: 987007418469905171
- Virtual International Authority File: 19145971473632332222
- WorldCat: E39PBJjhDFdw9r94vPpDP6dPcP